# Stephen Covey
Stephen Richards Covey (24. oktober 1932 i Salt Lake City, USA – 16. juli 2012) var en amerikansk forfatter.
Covey er bl.a. uddannet MBA fra Harvard University. Han er især kendt for bestselleren 7 Gode Vaner, der handler om selvledelse.
Han var tilknyttet det mormonske Brigham Young University.

## Værker
- Spiritual Roots of Human Relations (1970) (ISBN 0-87579-705-9)
- How to Succeed with People (1971) ISBN 0875796818
- The Divine Center (1982) (ISBN 1-59038-404-0)
- Marriage and Family: Gospel Insights (1983) skrevet sammen med Truman G Madsen
- The 7 Habits of Highly Effective People (1989, 2004) (ISBN 0-671-70863-5)
- Principle Centered Leadership (1989) (ISBN 0-671-79280-6)
- First Things First (1994), skrevet sammen med Roger og Rebecca Merrill (ISBN 0-684-80203-1)
- The 7 Habits of Highly Effective Families : building a beautiful family culture in a turbulent world (1997) (ISBN 0-307-44008-7)
- Quest: The Spiritual Path to Success (Editor) (1997) skrevet sammen med Thomas Moore, Mark Victor Hansen, David Whyte, Bernie Siegel, Gabrielle Roth og Marianne Williamson. Simon & Schuster AudioBook ISBN 978-0-671-57484-0
- Living the 7 Habits (2000) (ISBN 0-684-85716-2)
- 6 Events: The Restoration Model for Solving Life's Problems (2004) (ISBN 1-57345-187-8)
- The 8th Habit: From Effectiveness to Greatness (2004) (ISBN 0-684-84665-9)
- The Speed of Trust: The One Thing That Changes Everything (2006), Stephen M. R. Covey, skrevet sammen med Rebecca Merrill; forord Stephen R. Covey
- The Leader in Me: How Schools and Parents Around the World Are Inspiring Greatness, One Child At a Time (2008) (ISBN 1-43910-326-7)
- The 7 Habits of Highly Effective Network Marketing Professionals (2009) (ISBN 978-1-933057-78-1)
- The 3rd Alternative: Solving Life's Most Difficult Problems (2011) (ISBN 978-1451626261)
- The Leader in Me: How Schools Around the World Are Inspiring Greatness, One Child at a Time (Second Edition) (2014) (ISBN 978-1476772189)